# Schloss Baranów Sandomierski

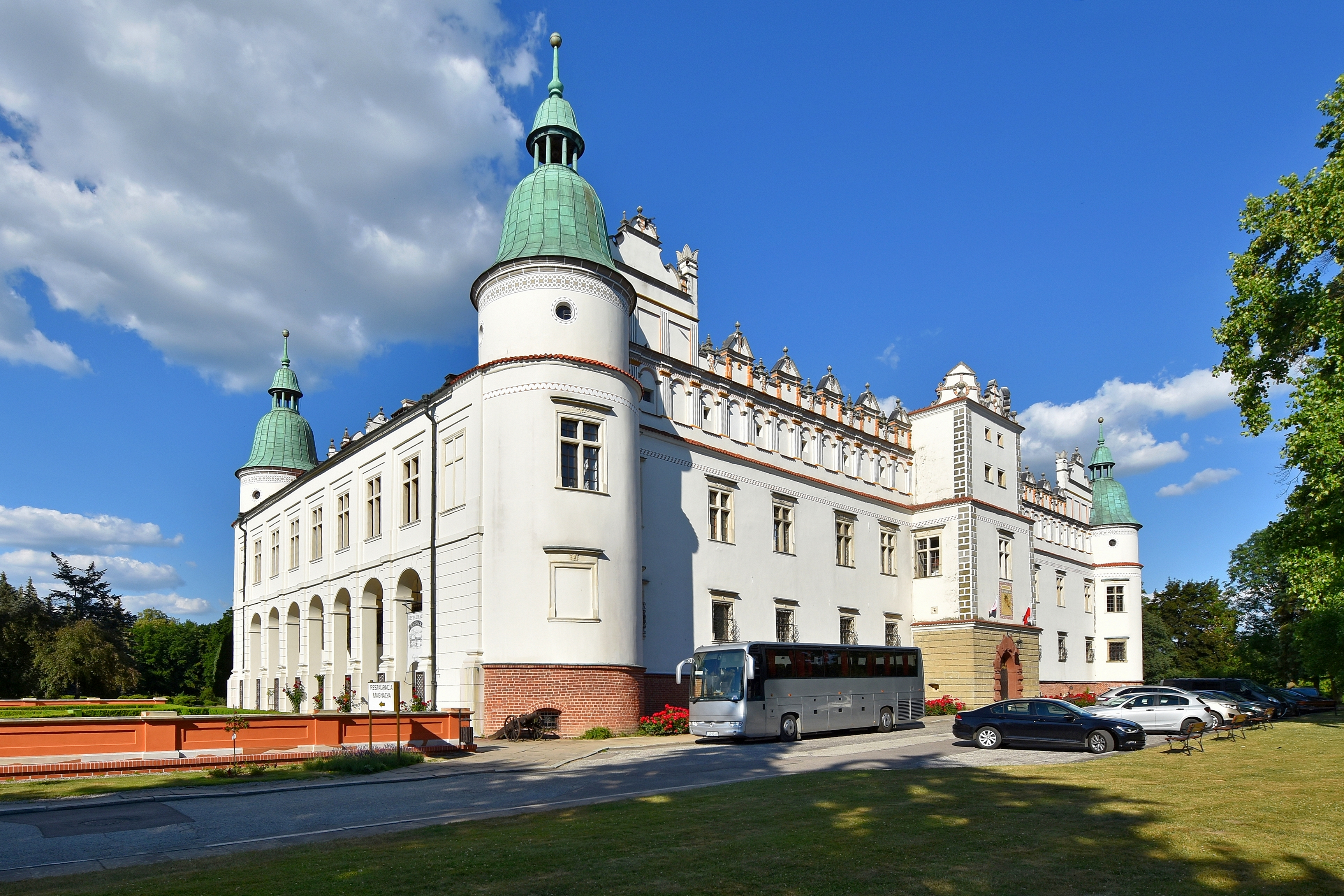
Palast der Leszczyńskis

Das Schloss Baranów Sandomierski (polnisch: Zamek w Baranowie Sandomierskim), auch Leszczyński-Palast (polnisch: Pałac Leszczyńskich) genannt, befindet sich in der Ortschaft Baranów Sandomierski im Landkreis Tarnobrzeg in der Woiwodschaft Karpatenvorland. Er liegt 28 Kilometer südwestlich der Weichselstadt Sandomierz. Die ehemalige Magnaten-Residenz, die als „Perle der polnischen Renaissance“ gilt und im Volksmund wegen ihrer Ähnlichkeit zum Krakauer Schloss auch als „Kleiner Wawel“ tituliert wird, beherbergt heute mit umliegenden Gebäuden neben einem Museum auch Hotel-, Restaurant- und Konferenzräumlichkeiten.

## Geschichte
Das heutige Schloss steht an der Stelle einer mittelalterlichen Burg, die im 15. Jahrhundert der adligen Familie Baranowski gehörte. Anfang des 16. Jahrhunderts wurde die Familie Górka Eigentümer der Burg. Stanisław Górka verkaufte die Anlage 1569 an Rafał Leszczyński, Angehöriger der reichen polnischen Magnatenfamilie der Leszczyńskis. Die Burg beherbergte vermutlich den polnischen König Stephan Báthory auf Durchreisen. Bald nach dem Kauf der Burg wurde der Bau des Schlosses, vermutlich nach Plänen des italienischen Architekten Santi Gucci begonnen. Im Jahr 1606 war die Bautätigkeit unter Andrzej Leszczyński abgeschlossen. Etwa 1620 erhielt das Schloss eine Befestigung mit Bastionen. Im Jahr 1625 wurden die Räume mit frühbarocken Stuckdekorationen durch Giovanni Battista Falconi ausgestattet.
Der letzte Eigentümer aus der Familie der Leszczyńskis war Rafał Leszczyński, Vater des polnischen Königs Stanisław Leszczyński. Vermutlich 1677 ging es in die Hände von Dymitr Jerzy Wiśniowiecki über, ab 1682 war Józef Karol Lubomirski hier Hausherr – bis 1720. Unter ihm wurde der Palast umgebaut. Der holländisch-polnische Architekt Tylman Gamerski führte den Umbau aus. Im Nordwestflügel auf der zweiten Etage ließ er eine Galerie anlegen, die mit bedeutenden Ausführungen von spätbarocken Stuck- und Gemäldedekorationen versehen wurde. Sie wurden bei späteren Bränden vernichtet. Weitere Eigentümer des Schlosses waren Paweł Sanguszek, Jacek Małachowski, Józef Potocki sowie Jan Krasnicki.
Im Jahr 1849 brannte der Palast teilweise ab. Die Familie Krasnicki konnte den Wiederaufbau nicht finanzieren und die Ruine fiel 1867 im Rahmen einer Versteigerung an Feliks Dolański aus Grębów. Der nächste Besitzer war Stanisław Dolański, der nach einem weiteren Feuer 1898 den Wiederaufbau begann. Unter dem Krakauer Architekten Tadeusz Stryjeński wurde die Raumaufteilung teilweise geändert. Auch die Schlosskapelle wurde verlegt und im Krakauer Jugendstil umgestaltet. Sie wurde mit Glasmalereien von Józef Mehoffer sowie Gemälden von Jacek Malczewski und Stanisław Wyspiański (so das Altargemälde „Unberührte Mutter Gottes“) ausgestattet.
Der letzte Eigentümer bis zur Enteignung nach dem Zweiten Weltkrieg war Roman Dolański. Nachdem das Schloss im Krieg erneut Zerstörungen erlitten hatte, wurde es ab 1950 unter der Leitung von Alfred Majewski instand gesetzt. Letzte Restaurierungsarbeiten waren im Jahr 1965 abgeschlossen. Im Januar 1968 übernahm die (mittlerweile insolvente) schwefelproduzierende Firmengruppe Kopalnie i Zakłady Przetwórcze Siarki „Siarkopol“ aus Tarnobrzeg die Anlage und richtete hier ein Schwefelmuseum ein. Seit dem Jahr 1997 ist die staatliche Wirtschaftsentwicklungsgesellschaft Agencja Rozwoju Przemysłu aus Warschau Eigentümerin des Schlosses.

## Bauwerk
Der Palast im heutigen Zustand wird dem Baustil der Spätrenaissance, teilweise dem polnischen Manierismus zugerechnet.
Das Schloss mit einem rechteckigen Grundriss besteht auf drei Seiten aus dreistöckigen (Wohn-)Gebäudeflügeln, an der Stirnwand (Eingang, Südwestfront) aus einer Schirmwand mit einem eckigen Mittelturm, der den Eingang sowie die im Innenhof angelegte Treppe enthält. An den vier Ecken des Schlosses stehen zylindrische Türme. Die Seitenflügel haben Giebelaufbauten, die mit einer verzierten Attika gekrönte Schirmwand leitet zu diesen Giebeln über. Im Innenhof befinden sich an der Schirmwand sowie den beiden Seitenflügeln zweigeschossige Säulenarkadengänge, verbunden mit dem – ebenfalls mit Säulenarkaden ausgestatteten – Treppenhaus.
Die teilweise wiederhergestellten Innendekorationen des Schlosses stammen von Giovanni Battista Falconi und Tylman van Gameren.

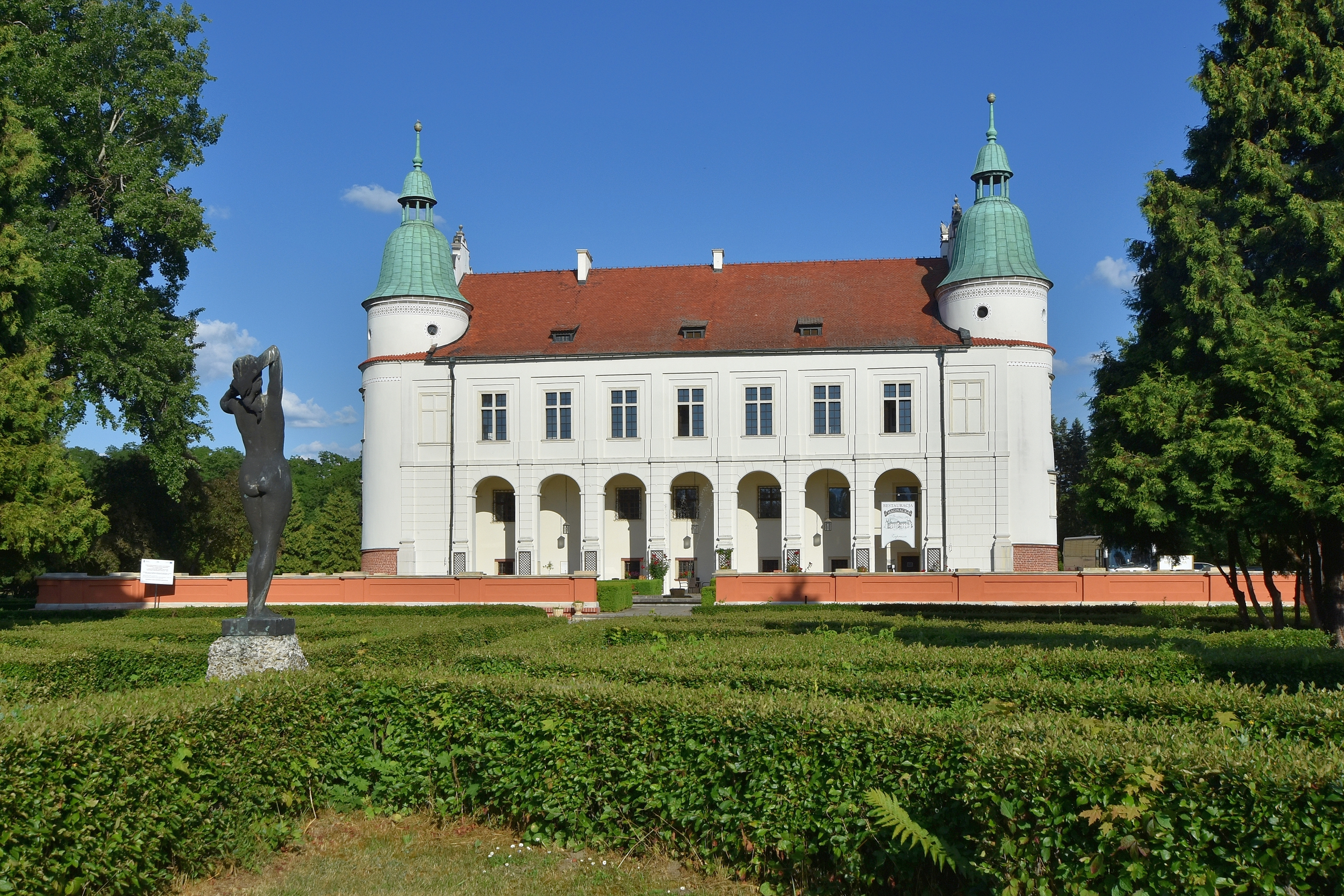
Außenarkaden auf der Nordwestseite
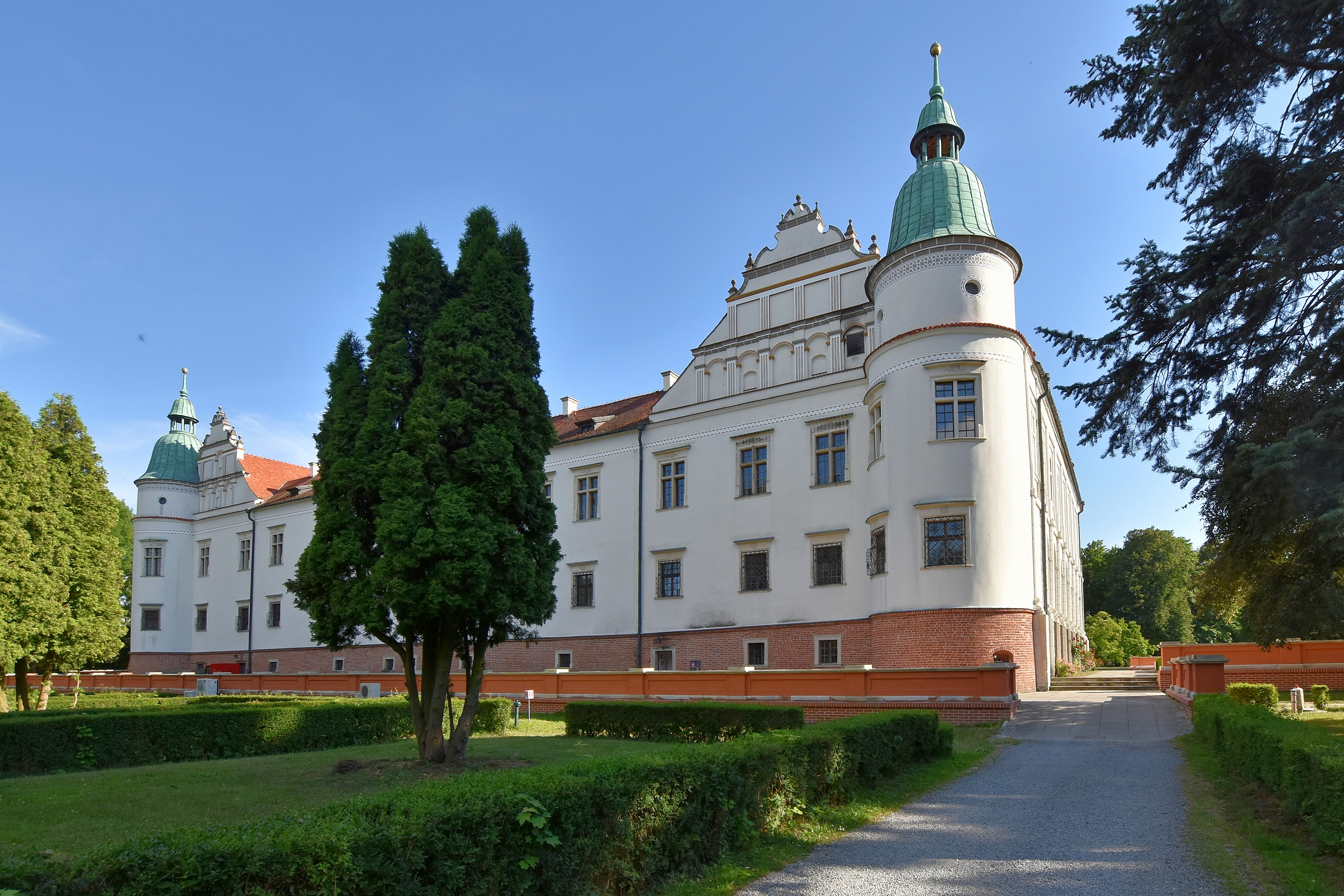
Park mit Blick auf die Nordostseite des Komplexes
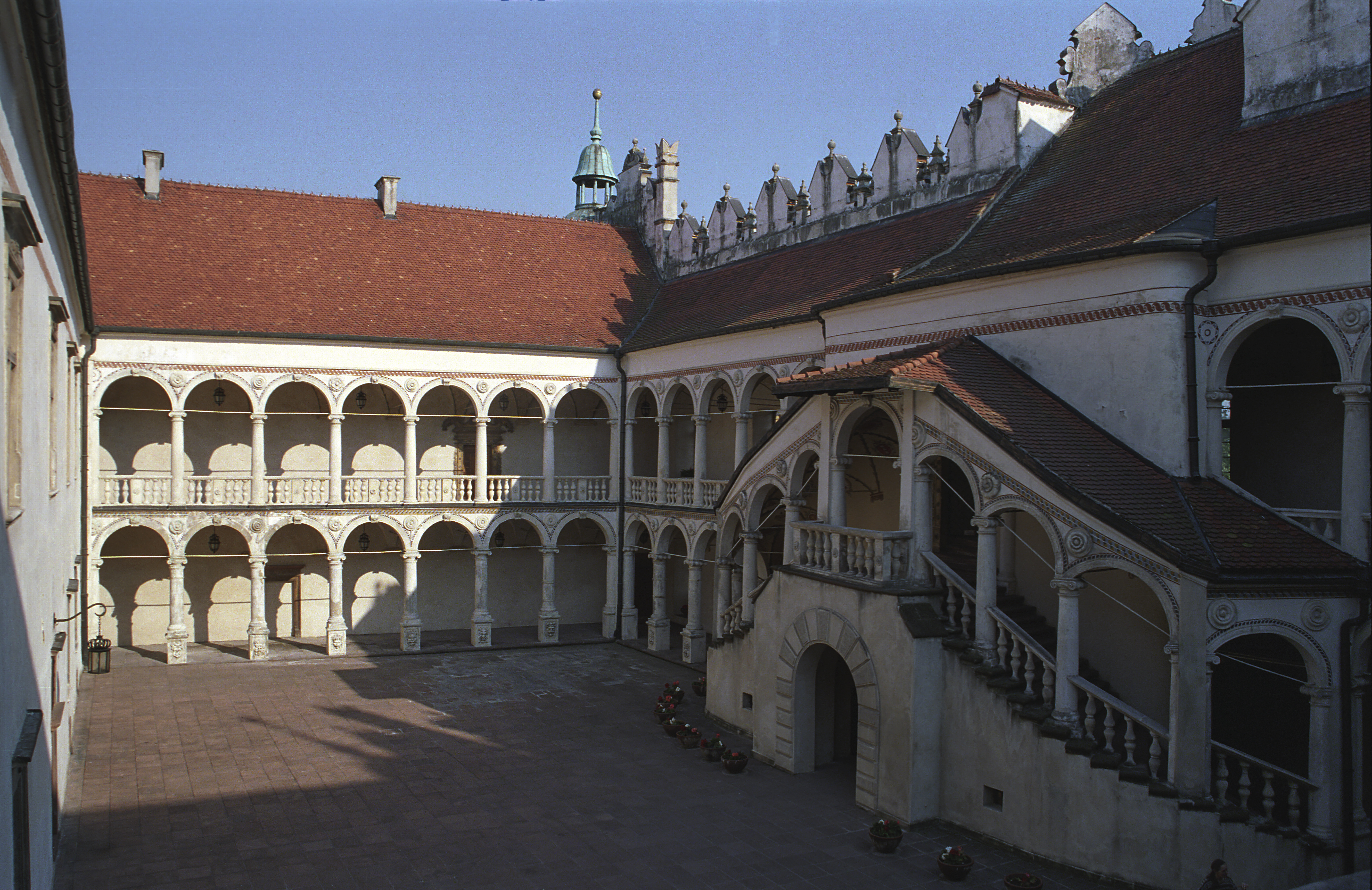
Innenhof mit den zweigeschossigen, dreiseitigen Umlaufarkaden und doppeltem Treppenhaus
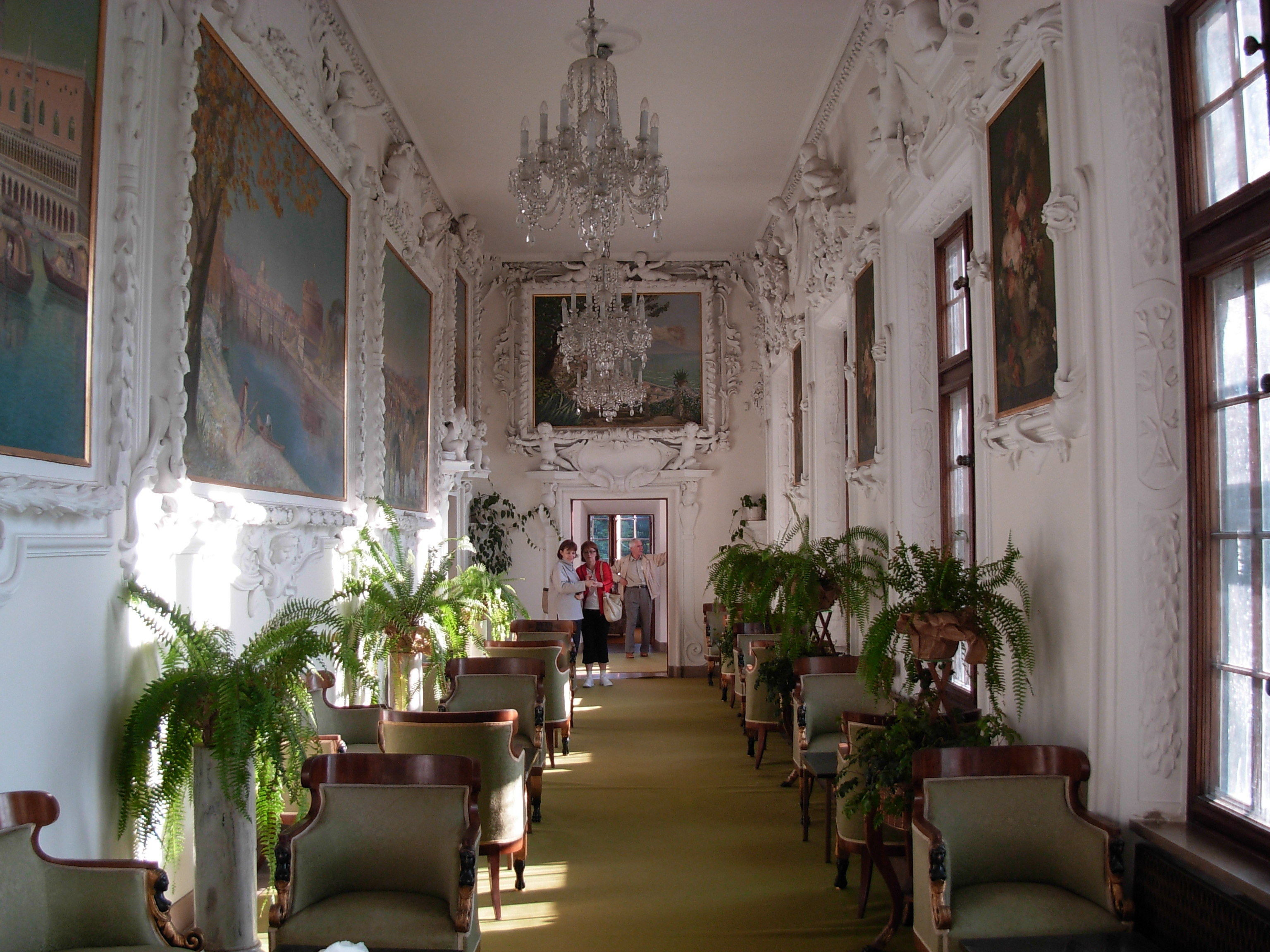
Die „Tylman-Galerie“ („Galeria Tylmanowska“) im ersten Stock der Nordwestseite

## Derzeitige Nutzung
Heute befinden sich in den unter Denkmalschutz stehenden Schloss- und Parkanlagen ein Museum, Hotel- und Gastronomieeinrichtungen. Räumlichkeiten im Schloss können zu Firmen- sowie Privatveranstaltungen angemietet werden. Neben den zu besichtigenden, nicht immer originalgetreu ausgestatteten Räumen befindet sich im Untergeschoss des Schlosses ein geologisches Museum, das als einziges Polens dem Vorkommen und dem Untertage-Abbau von Schwefel gewidmet ist. In einem weiteren Saal werden archäologische Fundstücke ausgestellt. So kann man hier Fragmente der Festungsanlagen aus dem 15. Jahrhundert sowie einen 12 Meter langen Schiffseinbaum aus dem 12. Jahrhundert besichtigen.
Das 3-Sterne-Hotel („Hotel Zamkowy“) umfasst rund 40 Zimmer, die sich im Schloss sowie (großteils) in einem im Park stehenden, modernen zweistöckigen Hotelgebäude befinden, das anstelle der früheren Bedienstetengebäude errichtet wurde. Im historischen Kellergewölbe befindet sich mit rund 140 Sitzplätzen das Restaurant „Magnacka“.
Der Palast war Schauplatz von Drehaufnahmen zur polnischen Fernsehserie „Czarne Chmury“ („Schwarze Wolken“). Auch die Filme „Barbara Radziwiłłówna“ und „Klejnot wolnego sumienia“ („Schatz des unabhängigen Gewissens“) wurden hier gedreht. Jeweils im Frühjahr finden in der Anlage das „Festiwal Kuchni Dworskiej“ und der „Kiermasz Wielkanocny“ statt.